# Poštolka bělooká
Poštolka bělooká (Falco rupicoloides) je dravec z řádu sokoli a rodu poštolka. Vyskytuje se v jižní a východní Africe.

## Popis
Poštolka bělooká je 29–37 cm dlouhá, její rozpětí křídel činí 68–84 cm. Dělí se na 3 poddruhy. Poddruh vyskytující se na jihu Afriky, F. r. rupicoloides, váží 181–334 gramů, poddruh F. r. arthuri je menší, váží 165–252 gramů. Poddruh, který se vyskytuje severněji – F. r. fieldi – je také menší a má světlejší zbarvení oproti ostatním poddruhům. Oční duhovka dospělců je zbarvená světle (u mladých jedinců naopak tmavě), krémově, někdy až doběla, což tuto poštolku odlišuje od příbuzných druhů. Pohlavní dimorfismus je minimální, samice bývá v průměru o 2 % větší a o 8 % těžší.

## Rozšíření a habitat
Vyskytuje se v otevřených, sušších oblastech, přesněji na loukách, v savanách, křovinatých oblastech a polopouštích. Lze ji najít v místech, které mají nadmořskou výšku 0 až 2150 m, nejhojnější je v 800–1800 m n. m.
Obývá následující státy: Angola, Botswana, Eritrea, Etiopie, Jihoafrická republika, Keňa, Lesotho, Mosambik, Namibie, Somálsko, Svazijsko, Tanzanie, Uganda, Zambie, Zimbabwe.
Celková plocha rozšíření je okolo 3,5 milionu km2. Populace je stabilní, činí 100 000–200 000 párů.

## Potrava
Živí se bezobratlými živočichy nebo malými obratlovci. Na jejím jídelníčku se vyskytují především kobylky, brouci, solifugy, termiti a další zástupci bezobratlých, z obratlovců jsou to ještěrky, malí ptáci, savci a hadi. Na kořist číhá buď na pozorovatelně (strom, skála) nebo krouží (poletuje) ve vzduchu, nejčastěji ve výškách 10 až 50 metrů nad terénem. Drtivou většinu kořisti uchvacuje na zemi, nicméně některé ptáky a letící hmyz je schopná polapit ve vzduchu. Využívá i požáry, během nichž útočí na před plameny prchající živočichy.

## Reprodukce
Poštolky bělooké pro hnízdění používají stará hnízda jiných ptáků. Snáší 2–7 vajec, většinou však 3–4. Ty jsou inkubovány pod dobu zhruba 25 dní, nebo podle jiných zdrojů 32 až 33 dní. Mláďata se přepeřují po 30 až 34 dnech a dalších nejméně 26 dní jsou závislá na rodičích.